# 徳島ユースホステル
徳島ユースホステル（とくしまユースホステル）は、徳島県徳島市大原町の大神子海岸にあるホテル。日本ユースホステル協会に加盟しているユースホステル。

## 概要
大神子海岸がある日峯大神子広域公園の中に建設されたユースホステルで、徳島県内のユースホステルは三好市池田町西山にある阿波池田ユースホステルと徳島ユースホステルのふたつのみである。
現在は休館しているが、問い合わせることは可能となっている。

## 交通
- 徳島南部自動車道「徳島津田インターチェンジ」より車で約10分。
- JR「徳島駅」より車で約20分。